# Hydropsyche bitlis
Hydropsyche bitlis là một loài Trichoptera trong họ Hydropsychidae. Chúng phân bố ở miền Cổ bắc.